# Zdroj nepřerušovaného napájení

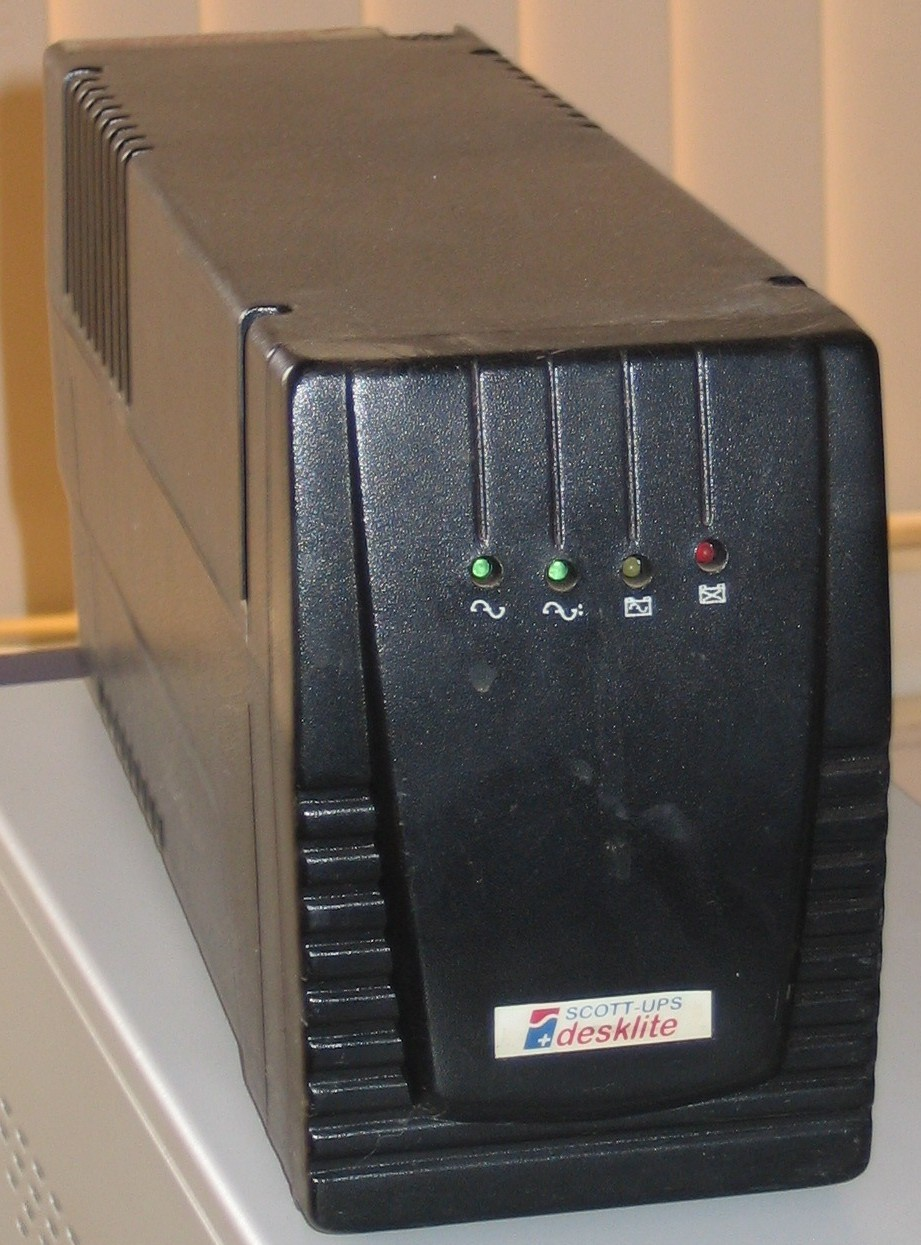
Pohled zepředu

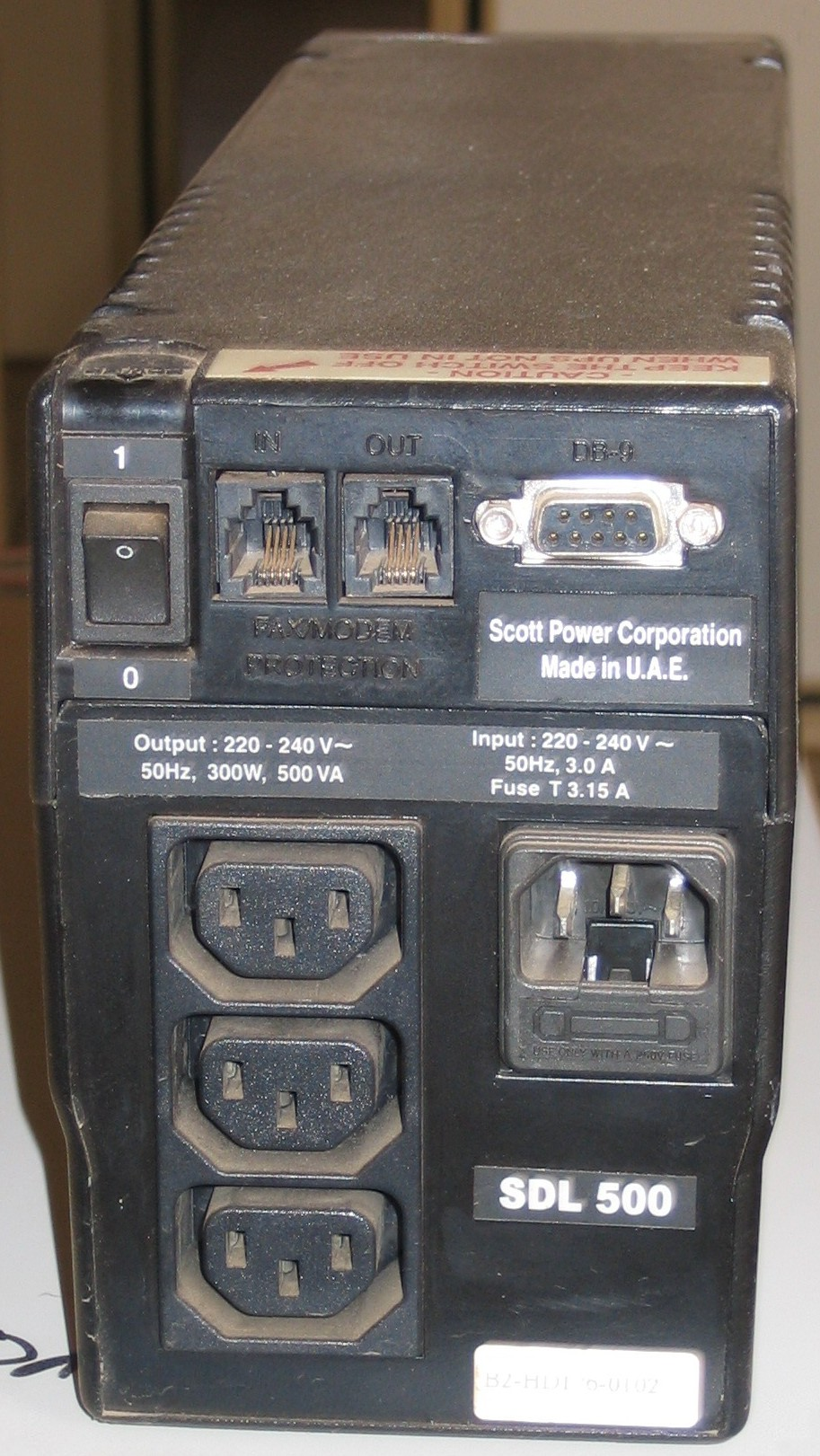
Pohled zezadu

Zdroj nepřerušovaného napájení, často označovaný zkratkou UPS (z anglického Uninterruptible Power Supply/Source) je zařízení, které zajišťuje souvislou dodávku elektrické energie pro spotřebiče, které nesmějí být neočekávaně vypnuty. Termín „zdroj nepřerušovaného napájení“ odpovídá české normě ČSN EN 62040.
Zdroj je obvykle zapojen mezi primární zdroj elektřiny a vstup napájení chráněného zařízení. Mezi nejčastěji chráněné systémy patří obvykle telekomunikační zařízení, počítačové systémy, systémy zajišťující chod letišť, nemocniční přístroje a další.
Zdroj funguje na principu akumulátoru. Pokud není dodávka elektřiny z primárního zdroje přerušena, je baterie udržována v nabitém stavu. Zároveň slouží jako ochrana proti dalším problémům rozvodné sítě (viz níže). V okamžiku přerušení dodávky elektřiny zajišťuje napájení zařízení až do obnovení napětí, případně do svého vybití. Doba, po kterou UPS udrží zařízení v chodu, je dána aktuální kapacitou akumulátorů a velikostí zatížení, př. dalšími parametry. Pohybuje se od několika minut po několik hodin.
V češtině se toto zařízení někdy označuje jako „záložní zdroj energie“, slangově mezi počítačovými profesionály jako „úpéeska“ nebo „jůpíeska“.
Zdroje UPS jsou zpravidla tvořeny řadou sériově zapojených akumulátorů o jmenovitém napětí 12 V. Nejčastěji jsou využívány olověné akumulátory a postupně dochází k přechodu na baterie typu Li-Ion.

## Typy

### Off-line
Nejjednodušší princip, který se využívá pro nejmenší výkony. Napájecí napětí prochází ze vstupu přímo na výstup, při přerušení napájení (či při nějakém problému, jako je velké podpětí nebo přepětí) se přepne na výstup napětí z měniče, napájeného akumulátorem. Tento typ UPS není schopen úpravy podpětí nebo přepětí. Prodleva při přepnutí je okolo 25 ms.

### Line-interactive
Jedná se o zdokonalený Off-line. Dokáže skokově stabilizovat výstupní napětí, aby se co nejvíce blížilo předepsanému napětí, aniž by přecházel na akumulátorové napájení – využívá na to přepínání odboček autotransformátoru. Posílení nižšího napětí se říká boost, potlačení vyššího napětí buck nebo trim. Při větší nestabilitě nebo při úplném výpadku vstupního napětí dochází k přepnutí výstupního napětí na napětí ze střídače, napájeného z baterií. Prodleva při přepnutí se udává 4–10 ms. Toto je často používaný typ UPS pro výkony okolo 1000 VA. Tomuto způsobu regulace napětí se někdy říká AVR, třeba v dokumentaci netys.

### Online s dvojitou konverzí
Nejpokročilejší a zároveň nejdražší typ UPS. Napětí nejdříve projde filtry, poté se usměrní a následně střídačem mění na výstupní napětí 230 V AC (př. 3 × 400 V). Na vstupní napětí je připojen pomocný obvod nabíječe akumulátorů.
Na stejnosměrném vysokonapěťovém DC meziobvodu je připojen kromě vstupního usměrňovače (který dodává energii v případě normálního provozu) také výstup DC/DC měniče z akumulátorů, který vytváří požadované provozní napětí z nízkého napětí akumulátorů v případě výpadku vstupního napájení. Jelikož výstupní inverter (střídač) je napájen z tohoto vysokého napětí po celou dobu provozu (jak v případě normálního provozu, tak při výpadku), tudíž při jakémkoliv zkreslení či výpadku vstupního napětí nevzniká žádná prodleva při přepnutí na bateriový provoz, jak je tomu u ostatních typů UPS.
Mezi další výhody online UPS patří možnost pracovat bez využití energie z akumulátorů v širokém pásu vstupních napětí při zachování konstantního výstupního napětí, popř. také možnost sloužit jako frekvenční měnič s jiným výstupním kmitočtem než je frekvence vstupní sítě (typicky konverze mezi 50/60 Hz).

Kvůli dvojité konverzi celého přenášeného výkonu jsou tyto UPS dražší, mají menší účinnost (ze které vyplývá nutnost aktivního chlazení ventilátory), ale jsou vhodné pro všechny typy zátěží, pro prostředí s výrazně nestabilní sítí a tam, kde by i krátká prodleva při přepnutí na záložní napájení mohla být fatální.

#### Bypass
Online UPS obsahují bypass, který slouží pro přímé propojení vstupu a výstupu v případě nějakého problému. Bypass se například sepne při přetížení, přehřátí nebo jiné chybě elektroniky UPS, popř. je možné jej sepnout manuálně.

## Komunikační rozhraní
Úkolem komunikačního rozhraní je komunikace mezi UPS a zařízením, do kterého je připojena. Tím zařízením může být PC nebo jiné zařízení, například NAS. Při výpadku proudu je pak záložní zdroj schopen zálohované zařízení bezpečně vypnout (případně uložit data aplikací a poté vypnout). Pokud UPS komunikační port neobsahuje, není schopna se zálohovaným zařízením komunikovat a bezpečné vypnutí zbývá tedy na uživateli, který je upozorněn např. akustickým signálem.

## Typy problémů
Existuje devět obecných typů problémů s napájením z veřejné elektrovodné sítě, které UPS mohou eliminovat s možnými nebezpečími při nepoužití UPS:
1. Ztráta napájení (blackout) – Úplná ztráta napájecího napětí po dobu delší než 2 sinusové cykly. Způsobí, že připojená zátěž přestane fungovat.
2. Krátkodobý pokles – Velmi krátkodobý pokles napětí o 15 až 20 % („bliknutí světel“). Většinou neškodné.
3. Napěťová špička – Krátkodobé přepětí o více než 10 %. Může způsobit poškození zařízení.
4. Dlouhodobé podpětí (brownout) – Dlouhá linie nízkého napětí. Může způsobit nadměrné opotřebování spotřebičů, popř. i nefunkčnost citlivých zařízení.
5. Dlouhodobé přepětí – Dlouhá linie vysokého napětí. Způsobuje poškození/rychlé opotřebování spotřebičů.
6. Rušení v síti (šum) – Způsobuje elektromagnetické rušení.
7. Změna frekvence – Odchylka od standardní frekvence (50 Hz, způsobuje např. změnu rychlosti motorů, „spadnutí“ počítače).
8. Napěťové rázy – Mžikové špičky až 20 000 V, způsobovány přeskokem jisker při spínání a elektrostatickými výboji. Mohou mít za následek chyby dat nebo i poškození počítačů.
9. Harmonické zkreslení – Harmonické zkreslení sinusového průběhu. Obvykle způsobeno nelineární zátěží (motory…). Způsobuje chyby v komunikaci nebo i poškození hardware.